# 나카시마 다이카
나카시마 다이카(일본어: 中島 大嘉, 2002년 6월 8일~)는 일본의 축구 선수이다.

## 구단 경력
2021년 J1리그의 홋카이도 콘사돌레 삿포로에 입단하였다. 2023년부터 2024년까지 나고야 그램퍼스, 후지에다 MYFC, 미토 홀리호크에서 뛰었다.

## 국가대표팀 경력
그는 2022년 AFC U-23 아시안컵에 참가할 일본 U-23 국가대표팀에 발탁되었다.